# Gagarine (cratère)
Gagarine est un des plus grands cratères lunaires, situé dans l'hémisphère sud de la face cachée, localisé près du cratère Pavlov (en) au sud-ouest, et du cratère Keeler au nord est. Il a été nommé en hommage au premier humain à être allé dans l'espace, Youri Gagarine.